# Копорское сельское поселение
Копо́рское се́льское поселе́ние — муниципальное образование в западной части Ломоносовского района Ленинградской области.
Административный центр — село Копорье.
Глава поселения — Дикий Алексей Владимирович, глава администрации — Кучинский Дмитрий Петрович.

## География
Самое удаленное поселение Ломоносовского муниципального района, расположено на кромке Ижорской возвышенности.
Граничит:
- на севере — с Сосновоборским городским округом и Лебяженским городским поселением;
- на востоке — с Лопухинским сельским поселением;
- на юго-востоке — с Волосовским муниципальным районом;
- на юго-западе — с Кингисеппским муниципальным районом;

По территории поселения проходят автодороги:
- 41А-007 (Санкт-Петербург — Ручьи)
- 41А-008 (Петродворец — Криково)
- 41К-014 (Волосово — Керново)
- 41К-018 (Копорье — Ручьи)

Расстояние от административного центра поселения до районного центра — 75 км.

## История
В середине XIX века после введения волостного правления в составе Петергофского уезда Санкт-Петербургской губернии была образована Копорская волость.
После Октябрьской революции 1917 года внутри Копорской волости были образованы 8 сельсоветов: Ананьинский, Арболовский, Глобицкий, Гостиловский, Заозерский, Ивановский, Копорский, Пограничный.
1 августа 1927 года после ликвидации губерний, уездов и волостей все сельсоветы Копорской волости (кроме Арболовского) вошли в состав вновь образованного Ораниенбаумского района Ленинградского округа Ленинградской области.
В ноябре 1928 года в состав Копорского сельсовета вошёл Заозерский сельсовет, а также части территорий упразднённых Ананьинского, Гостиловского и Ивановского сельсоветов.
В 1933 году в состав Копорского сельсовета входило 14 населённых пунктов: Гостилово, Заболотье, Заозерье (дер.), Заозерье (выселок), Заринское, Ивановское, Кербуково, Копорье, Лосуны, Новоселки, Подмошье, Подозванье, Широково, Юрьево. Население составляло 2027 чел.
30 октября 1950 года к Копорскому сельсовету присоединён упразднённый Пограничный сельсовет (с. Систо-Палкино), а 16 июня 1954 года — Ломаховский сельсовет.
В январе 1994 года постановлениями главы администрации Ленинградской области Копорский сельсовет, так же, как и все другие сельсоветы, преобразован в Копорскую волость.
24 декабря 2004 года в соответствии с областным законом Ленинградской области № 117-оз «Об установлении границ и наделении соответствующим статусом муниципального образования Ломоносовский муниципальный район и муниципальных образований в его составе» было образовано Копорское сельское поселение, в состав которого вошла территория бывшей Копорской волости.

## Население
| 1990  | 1997  | 2002  | 2006  | 2010  | 2011  | 2012  |
| ----- | ----- | ----- | ----- | ----- | ----- | ----- |
| 2083  | ↘2005 | ↘1777 | ↗2000 | ↗2418 | ↘2411 | ↘2408 |
| 2013  | 2014  | 2015  | 2016  | 2017  | 2018  | 2019  |
| ↗2411 | ↘2406 | ↘2390 | ↘2370 | ↘2344 | ↘2337 | ↗2355 |
| 2020  | 2021  | 2023  | 2024  |       |       |       |
| ↘2335 | ↗2379 | ↘2378 | ↗2392 |       |       |       |

## Состав сельского поселения
| №  | Населённый пункт | Тип населённого пункта              | Население |
| -- | ---------------- | ----------------------------------- | --------- |
| 1  | Ананьино         | деревня                             | ↘4        |
| 2  | Воронкино        | деревня                             | ↘7        |
| 3  | Заринское        | деревня                             | ↘4        |
| 4  | Ивановское       | деревня                             | ↘17       |
| 5  | Ирогощи          | деревня                             | ↘3        |
| 6  | Кербуково        | деревня                             | ↘3        |
| 7  | Климотино        | деревня                             | ↘4        |
| 8  | Копорье          | посёлок при железнодорожной станции | ↘48       |
| 9  | Копорье          | село, административный центр        | ↘1603     |
| 10 | Ломаха           | деревня                             | ↘53       |
| 11 | Маклаково        | деревня                             | ↘2        |
| 12 | Мустово          | деревня                             | ↘35       |
| 13 | Новосёлки        | деревня                             | →0        |
| 14 | Подмошье         | деревня                             | ↘21       |
| 15 | Подозванье       | деревня                             | ↘32       |
| 16 | Систо-Палкино    | деревня                             | ↘43       |
| 17 | Широково         | деревня                             | ↘20       |

Урочища: Готобыши, Куммолово, Пярнушки, Юрьево, Радышево.

## Экономика
ЗАО «Копорье», Подразделение Ломоносовского лесхоза «Копорское лесничество», ООО «Феникс», ООО «Беста», Строительная корпорация ЗАО «Северный путь», ОАО «Нива-СВ», ОАО «Вымпел-Регион», ПО «Рамбов 1», ООО «Береговое рыбоперерабатывающее предприятие „Систа“», Филиал ОАО «Ленэнерго», ФГУП «Октябрьская железная дорога Министерства путей сообщения России», МУ музей «Копорская крепость» МО Ломоносовский район, ООО «Псофида» (свиноферма в деревне Широково), Ломоносовское дорожное ремонтно-строительное управление.

## Достопримечательности
- Музей-крепость «Копорье», с 2003 года экскурсии в Копорскую крепость включены в международные маршруты